# (9103) Komatsubara
(9103) Komatsubara est un astéroïde de la ceinture principale.

## Description
(9103) Komatsubara est un astéroïde de la ceinture principale. Il fut découvert le 14 décembre 1996 à Ōizumi par Takao Kobayashi. Il présente une orbite caractérisée par un demi-grand axe de 2,17 UA, une excentricité de 0,12 et une inclinaison de 3,8° par rapport à l'écliptique.

## Compléments